# Nervo ipoglosso
Il nervo ipoglosso costituisce il XII paio di nervi cranici ed è il nervo motore della lingua. In quanto somatomotore puro, possiede un solo nucleo per antimero.

## Decorso
Origina in un nucleo situato nella parte dorsale del bulbo, sull'ala bianca interna del pavimento del IV ventricolo, ed emerge nel solco antero-laterale che separa l'oliva dalla piramide come una serie longitudinale di radicole che confluiscono in due-tre tronchi e poi in un unico nervo che emerge dal cranio passando per il canale dell'ipoglosso. Dopo la sua emergenza dall'omonimo canale, si porta lateralmente al nervo vago, e passa attraverso l'interstizio compreso fra l'arteria carotidea interna e la vena giugulare interna. Si dirige a questo punto in maniera quasi verticale fra i due vasi, davanti al nervo vago, e raggiunge l'angolo della mandibola. Dopo essere passato sotto il ventre posteriore del muscolo digastrico, entra nella regione sottomandibolare e quindi nella lingua.
Lungo il suo decorso il nervo ipoglosso lascia numerosi rami laterali che raggiungono i muscoli estrinseci (genioglosso, ioglosso, stiloglosso) e intrinseci della lingua.
I rami dell'ipoglosso si distinguono in meningeo, discendente, tiroideo e muscolari. Questi ultimi si distribuiscono ai muscoli stiloglosso, ioglosso, genioglosso e genioioideo.

## Funzione
Il nervo ipoglosso fornisce il controllo motorio dei muscoli estrinseci della lingua: genioglosso, ioglosso, stiloglosso e muscoli intrinseci della lingua. Questi rappresentano tutti i muscoli della lingua tranne il muscolo palatoglosso. Il nervo ipoglosso è di tipo efferente somatico generale (GSE)
Questi muscoli sono coinvolti nel movimento e nella manipolazione della lingua. I muscoli genioglosso destro e sinistro in particolare sono responsabili della sporgenza della lingua. I muscoli, attaccati alla parte inferiore della parte superiore e posteriore della lingua, fanno sporgere la lingua e deviano verso il lato opposto. Il nervo ipoglosso fornisce anche movimenti tra cui la pulizia della bocca della saliva e altre attività involontarie. Il nucleo ipoglosso interagisce con la formazione reticolare, coinvolta nel controllo di diversi movimenti di riflesso o automatici, e diverse fibre originarie cortico-nucleari forniscono innervazione aiutando i movimenti inconsci relativi al linguaggio e all'articolazione.

## Radice discendente dell'ansa cervicale

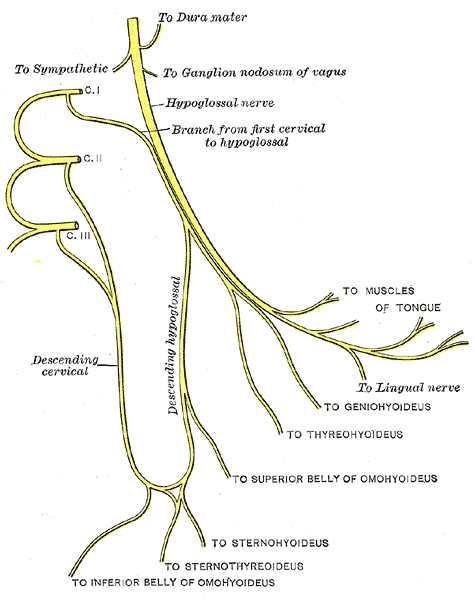
Ansa cervicale

Seppure in maniera minore, il nervo ipoglosso contribuisce con un contingente di fibre alla costituzione della radice discendente dell'ansa cervicale. Nel suo decorso discendente nei pressi del ramo della mandibola riceve anastomosi da un ramo del primo neuromero cervicale, con il quale parte delle fibre discenderà nella costituzione della radice discendente dell'ansa. La radice inferiore dell'ansa è invece formata da rami del secondo e del terzo neuromero cervicale. Le efferenze di quest'ansa sono destinate principalmente ai muscoli della regione sottoioidea, come lo sternoioideo, lo sternotiroideo, il tireoioideo ed il ventre anteriore dell'omoioideo.